# Nacozari de García
Nacozari de García, auch kurz Nacozari, ist eine Stadt im Westen des mexikanischen Bundesstaates Sonora. Die Stadt liegt am einen Flüsschen südwestlich von Cananea auf etwa 1100 Metern Höhe und ist Verwaltungszentrum des gleichnamigen Municipio Nacozari de García. Nacozari de García hatte im Jahr 2000 11.193 Einwohner, im Jahr 2010 wurden 11.489 Einwohner gezählt.
Die Minenstadt Nacozari de García wurde 1660 als Nuestra Señora del Rosario de Nacozari gegründet und zu Ehren von Jesús García Corona, der die Stadt 1907 vor einer Explosionskatastrophe rettete, dabei jedoch selbst verunglückte, umbenannt.